# AHG Allgemeine Hospitalgesellschaft
Die AHG Allgemeine Hospitalgesellschaft mit Sitz in Düsseldorf war ein deutsches Unternehmen im Gesundheitswesen. Sie betrieb über 45 Kliniken, Therapiezentren und Ambulanzen mit insgesamt etwa 4.500 Plätzen zur Therapie psychischer und psychosomatischer Krankheiten, zur Behandlung der Alkohol-, Drogen- und Medikamentenabhängigkeit sowie zur Soziotherapie im Rahmen der Eingliederungshilfe. Hinzu kamen Therapieprogramme für Kinder und Jugendliche. Das Unternehmen hatte rund 2.650 Beschäftigte. Um 2017 wurde die AHG von den Median Kliniken übernommen, die Muttergesellschaft wurde in Median West GmbH umfirmiert und nach Berlin verlegt und besteht nur noch als Teil des Median-Konzerns fort.
Der Geschäftsbereich „AHG Assist“ gehörte bis Oktober 2013 zur AHG AG und widmete sich dem Gesundheitsmanagement. Seitdem agiert das ehemalige Tochterunternehmen jedoch als eigenständiges Unternehmen mit dem Namen „EAP Assist“ und dem Schwerpunkt der Mitarbeiterberatung nach dem EAP-Konzept („Employee Assistance Program“) am Markt.

## Geschichte
1973 erfolgte die Gründung des Unternehmens durch Wolfgang Glahn mit einem Konzept zur Kurzzeittherapie von Alkohol- und Medikamentenabhängigen in der AHG-Klinik Tönisstein. Mitte der 1970er Jahre folgten die Inbetriebnahme von acht Kliniken für Abhängigkeitserkrankungen, die Entwicklung der Soziotherapie und der Aufbau mehrerer Therapiezentren für langjährig chronisch Alkohol- und Medikamentenabhängige. 1981 wurde die erste verhaltensmedizinisch orientierte psychosomatische Rehabilitationsklinik Deutschlands in Bad Dürkheim gegründet. 1990 kam es zur Übernahme, zum Neubau und zur Modernisierung bestehender Kliniken in den neuen Bundesländern. 1993 erfolgte die Gründung des Wissenschaftsrates der AHG.
2003 erfolgte eine erste ambulante Rehabilitation für neurologische, orthopädische und psychosomatische Erkrankungen. 2006 war die Gründung der AHG Assist zum Gesundheitsmanagement für Unternehmen (Employee Assistance Programme). 2007 wurden neun Kliniken übernommen. 2009 entstand ein erstes stationäres Therapiekonzept zur Behandlung des „Pathologischen PC- und Internetgebrauchs“, umgangssprachlich „Computersucht, Internetsucht oder Onlinesucht“. Zum 1. September 2012 wurde die Klinik für Neurologie Hilchenbach an die Celenus Kliniken veräußert.
Seit Oktober 2013 firmiert das ehemalige Tochterunternehmen „AHG Assist“ unter „EAP Assist“ unabhängig von der AHG.
Von 2011 bis 2014 erweiterte die AHG ihr Angebot um insgesamt drei Fachkrankenhäuser zur Akutbehandlung. Neben der bereits bestehenden AHG Klinik Lübeck für stationäre Entzugsbehandlung wurden 2011 das Fachkrankenhaus für Psychosomatische Medizin und Psychotherapie in Bad Pyrmont, 2013 die AHG Akutklinik für Psychosomatische Medizin und Psychotherapie im Odenwald und 2014 das Akutkrankenhaus für Psychosomatische Medizin und Psychotherapie in Berus neu eröffnet. Anfang 2015 gründete die AHG das AHG Gesundheitszentrum Essen zur ganztägig ambulanten Rehabilitation psychosomatischer Erkrankungen.
2016: Verkauf der AHG Allgemeine Hospitalgesellschaft AG durch die Familie Glahn an Theracareco GmbH/Waterland Private Equity GmbH zur geplanten Zusammenführung der AHG mit der Median Kliniken GmbH.
Ende 2016 Änderung der Gesellschaftsform Aktiengesellschaft (AHG AG) in eine Gesellschaft mit beschränkter Haftung (AHG mbH). Mitte 2016 firmierte die Gesellschaft in Median West GmbH um, 2018 wurde der Sitz nach Berlin verlegt. Seit 2017 werden die Abschlüsse der Gesellschaft nicht mehr veröffentlicht, da sie in den Abschluss der MEDIAN Unternehmensgruppe B.V. & Co. KG einbezogen wird.

## Standorte
Die folgende Liste ist nach Behandlungsschwerpunkten und Standorten alphabetisch gegliedert:

### Abhängigkeitserkrankungen
- Median Kliniken Daun – Altburg, Schalkenmehren
- Median Kliniken Daun – Am Rosenberg, Daun
- Median Kliniken Daun – Thommener Höhe, Darscheid
- Median Klinik Dormagen
- Median Gesundheitsdienste Koblenz
- Median Gesundheitsdienste Köln
- Median AGZ Ludwigshafen, Ludwigshafen
- Median Klinik Lübeck
- Median Klinik Mecklenburg, Vitense-Parber
- Median Klinik Münchwies, Neunkirchen
- Median Klinik Odenwald, Breuberg
- Median Klinik Richelsdorf, Wildeck-Richelsdorf
- Median Klinik Römhild
- Median Klinik Schelfstadt, Schwerin
- Median Klinik Schweriner See, Lübstorf
- Median AGZ Stuttgart
- Median Klinik Tönisstein, Bad Neuenahr-Ahrweiler
- Median Klinik Am Waldsee, Rieden (Eifel)
- Median Klinik Wigbertshöhe, Bad Hersfeld
- Median Klinik Wilhelmsheim, Oppenweiler

### Psychosomatik
- Median Klinik für Psychosomatik Bad Dürkheim
- Median Zentrum für Verhaltensmedizin Bad Pyrmont
- Median Klinik Berus
- Median Kliniken Daun – Am Rosenberg
- Median AGZ Düsseldorf
- Median AGZ Essen
- Median AGZ Ludwigshafen
- Median Klinik Münchwies, Neunkirchen
- Median Klinik Odenwald, Breuberg
- Median Klinik Schweriner See, Lübstorf
- AHG Klinik Waren (Müritz) – Psychosomatisches Behandlungszentrum an der Müritz
- Median Kinder und Jugendklinik Beelitz

### Fachkrankenhäuser/Akutbehandlung
- Median Zentrum für Verhaltensmedizin Bad Pyrmont – Fachkrankenhaus
- Median Klinik Berus – Fachkrankenhaus
- Median Klinik Lübeck – Fachkrankenhaus
- Median Klinik Odenwald – Fachkrankenhaus

Standorte Adaption
- Median Kliniken Daun
- Median Adaptionshaus Duisburg
- Median Gesundheitsdienste Koblenz – Adaptionshaus
- Median Therapiezentrum und Adaptionshaus Köln
- Median Adaptionshaus Lübeck
- Median Klinik Römhild
- Median Klinik Schelfstadt, Schwerin
- Median Klinik Am Waldsee, Rieden (Eifel)
- Median Klinik Wigbertshöhe, Bad Hersfeld

### Soziotherapie
- Median Therapiezentrum Haus Dondert, Kevelaer
- Median Therapiezentrum Haus Eller, Düsseldorf
- Median Therapiezentrum Haus Grefrath
- Median Therapiezentrum Loherhof, Geilenkirchen
- Median Therapiezentrum Ravensruh, Neunkloster
- Median Therapiezentrum Haus Remscheid
- Median Therapiezentrum und Adaptionshaus Köln
- Median Therapiezentrum Bassenheim
- Median Therapiezentrum Germersheim
- Median Therapiezentrum Haus Welchenberg, Grevenbroich
- Median Therapiezentrum Haus Werth, Duisburg
- Median Therapiezentrum Haus Willich